# Stadio Agustín Tovar
Lo stadio Agustín Tovar (in spagnolo Estadio Agustín Tovar), noto comunemente come La Carolina, è un impianto calcistico di Barinas (Venezuela).
Edificato nel 1956, si meritò quasi subito il soprannome di "Caldera del Diablo", per le difficoltà che le squadre ospiti avevano nell'affrontare il club locale, lo Zamora F.C., alle alte temperature, assai frequenti nell'area di Barinas (nel cuore dei llanos venezuelani).
Dopo un primo ammodernamento nel 1994 (per i Giochi Nazionali), nel 2006 hanno preso il via i lavori di ristrutturazione e di ingrandimento (capienza passata da 12.000 a 27.500 posti) dello stadio, in vista della Copa América 2007.
Della manifestazione, l'Agustín Tovar ha ospitato solo una gara: si è trattato del match del primo turno, valevole per il gruppo C, tra Paraguay e USA, disputatosi il 2 luglio e vinto 3-1 dai sudamericani.